# Лукьянец, Соломия Андреевна
Соломи́я Андре́евна Лукьяне́ц (укр. Соломія Андріївна Лук'янець; род. 24 апреля 2001, Киев) — украинская певица, неоднократная победительница детских телевизионных шоу талантов и конкурсов вокалистов. Включена в Национальную книгу рекордов как «самая молодая оперная певица страны».

## Биография
Родилась в семье потомственных музыкантов. Петь начала с двух лет. На большую сцену впервые вышла в три года в 2004 году для участия в городском конкурсе среди детских дошкольных заведений, где получила первую премию.
Соломия обладает вокальным диапазоном в три октавы. Владеет эстрадным, джазовым, академическим вокалом. Соломию называют «самой юной оперной певицей Украины». Соломия неоднократно исполняла классический репертуар с симфоническими оркестрами Украины и Германии. Регулярно принимает участие в концертах и телевизионных проектах, проходящих на лучших площадках Украины, России, Германии. Играет на флейте и фортепиано. Изучает латиноамериканские танцы, свинг, чарльстон и хип-хоп.
Соломия является стипендиаткой Президентского фонда Леонида Даниловича Кучмы «Украина». Была включена в Национальный реестр рекордов Украины как «самая молодая оперная певица страны».
С 2012 года проживает и учится в музыкальной гимназии им. Баха в Германии. Параллельно профессионально занимается оперный вокалом в Берлинской Консерватории.

## Участие в конкурсах
Соломия участвовала во многих региональных и международных конкурсах, на которых занимала призовые места. Одним из первых значимых достижений стало первое место на конкурсе «Детская Новая волна 2009».
В 2010 году заняла первое место на международном конкурсе юных академических вокалистов Елены Образцовой. 14 апреля 2011 года Соломия получила премию «Гордость страны 2010», в номинации «Редкий талант», которую ежегодно вручает фонд Виктора Пинчука.
Стала финалисткой первого сезона вокального телешоу «Голос. Дети», которое проходило в конце 2012 — начале 2013 года на украинском телеканале 1+1. В 2015 году участвовала в немецком шоу «Голос. Дети» с песней «Time To Say Goodbye».
В ноябре 2016 Соломия принимала участие в международном конкурсе вокалистов «Триумф искусств», который проходил в Брюсселе, где была признана лучшей и получила Гран-при. В октябре 2017 Соломия завоевала первое место и приз зрительских симпатий на международном конкурсе оперного вокала Giulio Perotti, который проходил в немецком городе Иккермюнде.